# Jeřábek čínský
Jeřábek čínský (Tetrastes sewerzowi) je druh ptáka z čeledi bažantovití a z podčeledi tetřevů, který obývá hornaté oblasti střední Číny. Druh je velmi podobný úzce příbuznému jeřábku lesnímu, se kterým utváří rod Tetrastes. Jedná se o ptáka nenápadných, převážně bílých, hnědých a tmavých barev. Kohouty lze rozpoznat podle nápadných rudých poušek (laloků nad okem) a tmavé brady a krku. Nohy jsou velké a silné a opeřené až po zánártí.
Jeřábci obývají vysokohorské oblasti až do 4200 m n. m. Typický habitat druhu tvoří řídce zalesněné smíšené lesy. Zatímco jehličnany poskytují jeřábkům celoroční úkryt, listnáče jim dodávají potravu. Klíčový zdroj obživy druhu jsou pupeny, kořínky, listy a větvičky vrb, v letních měsících si zpestřují menu bobulemi, dostupnými rostlinami a hmyzem. Jedná se o monogamní druh. Kohouti si zakládají teritoria o velikosti několika hektarů, která vehementně brání proti vetřelcům, hlavně ostatním kohoutům téhož druhu. Slepice hnízdí přímo na teritoriu kohouta. Snáší 5–8, v průměru 6 vajec ve dvoudenních intervalech do jednoduchého hnízda na zemi u kořene stromu. Inkubační doba trvá 28–31 dní, na vejcích sedí pouze slepice. Vysoce prekociální mláďata se rodí obalena prachovým peřím a krátce po narození opouští hnízdo. V zimních měsících jeřábci formují hejna. Jsou ohroženi ztrátou přirozeného prostředí následkem těžby dřeva, lovem a sbíráním vajec lidmi.

## Taxonomie
Druh poprvé popsal Nikolaj Prževalskij v roce 1876. Rozeznávají se 2 poddruhy:
- T. s. sewerzowi Przewalski, 1876 – severní oblasti střední Číny
- T. s. secundus Riley, 1925 – jižní oblasti střední Číny

Nejbližším příbuzným jeřábka čínského je jeřábek lesní. Tyto dva druhy utváří rod Tetrastes.

## Popis
Jeřábci jsou malí tetřevi. Kohouti měří 33–36 cm, slepice jsou jen nepatrně menší. Tyto rozměry z jeřábků čínských činí vůbec nejmenší zástupce tetřevů (Tetraoninae). Kohouti mají délku křídla 17–18 cm, kohoutí ocas je dlouhý 12–15 cm a tělo váží 290–380 g. Slepičí křídlo je o několik milimetrů kratší než u kohoutů, slepičí ocas je 9–14 cm dlouhý a váha těla se pohybuje mezi 270–310 g. Váha kohoutů je největší v zimě a nejmenší v době hnízdění, avšak u slepic je tomu naopak.
Tělo je přisedlého, avšak poněkud protáhlého tvaru. Na očima se nachází rudé zduřelé kožní laloky nazývané poušky. Černě zbarvený zobák je jen velmi krátký. Duhovky jsou tmavě černé, nohy šedo-černé.
Kohoutí mají korunku, příuší a šíji výrazně hnědo-červenou. Za okem je umístěn výrazný bílý oční proužek. Šíje, hřbet, kostřec a svrchní ocasní krovky mají zřetelné tmavé příčné pruhování. Krk a brada jsou černé a po jejich stranách se táhne bílá linka, která pokračuje až výše k tvářím a uzdičce a spojuje se na čele. Hruď a břicho jsou kropenaté hnědou, béžovou a tmavou barvou. Křídelní krovky jsou hnědé s občasným tmavým kropením, delší pera mají na konci bílý flíček. Většina rýdovacích per je do černa se třemi bělavými příčnými pruhy s bílým zakončením – výjimkou jsou čtyři prostřední pera, která jsou cele hnědá s nevýrazným tmavým pruhováním.
Slepice připomíná kohouta, avšak slepičí opeření má o něco fádnější odstíny. Hlava je hustěji kropenatá a spodní části těla jsou více do žluto-hněda s méně výrazným pruhováním, což dává slepici více monolitický ráz.
Jeřábek čínský je velmi podobný jeřábku lesnímu, oproti kterému je ještě o něco menší a jeho opeření na nohách je řidší. Jednoznačně lze jeřábka čínského rozlišit podle prostředních čtyřech (nikoli dvou jako u jeřábka lesního) rýdovacích per, která postrádají hnědé příčné pruhování na konci. Další rozlišovací znak vězí v míře opeření nohou, které u jeřábka čínského sahá až k zánártí, zatímco u jeřábka lesního je zánártí neopeřené.

## Biologie

### Chování
Jedná se převážně o stálé (nemigrující) ptáky, nicméně někdy dochází ke krátkým přesunům mezi hnízdišti a zimovišti.

### Rozmnožování
Koncem března a v dubnu kohouti začínají se zakládáním teritorií. Velikost teritorií může být poměrně malá, a sice kolem 2–3 hektarů. K vyhrazování dochází pomocí krátkých výskoků do 1 m a krátkých rychlých letů. Během obou těchto aktivit tetřívci vehementně třepotají křídly, čímž vydávají hlasitý šustivý zvuk. Toto chování patrně nemá pouze teritoriální funkci, ale slouží i k nalákání pozornosti slepic. Kohouti dokáží svá teritoria agresivně bránit proti vetřelcům. Občas dokonce dochází mezi kohouty k teritoriálním bojům. Na rozdíl od některých jiných tetřevů jsou jeřábci čínští monogamní. Po utvoření páru zůstávají kohout i slepice na stejném teritoriu, které kohout náruživě brání, zatímco slepice se vykrmuje, čímž se připravuje na energeticky náročnou tvorbu vajec. Páry přetrvávají i do dalších hnízdních sezón.
Slepice klade 5–8, v průměru 6 vajec ve dvoudenních intervalech. Takto dlouhý interval je na ptáky poměrně dlouhý a je patrně způsoben velikostí vajec, které jsou vzhledem k tělesné hmotnosti slepice velké. Inkubační doba trvá 28–31 dní, inkubuje pouze samice. Hnízdo je umístěno na teritoriu kohouta na zemi při kořeni kmene vzrostlého stromu. Kuřata se rodí v červnu a červenci. Jsou vysoce prekociální a nedlouho po narození je slepice vyvádí z hnízda za potravou, zatímco kohout zůstává na teritoriu. Kuřata se zdržují v blízkosti matky po další 2–3 měsíce, a někdy v průběhu srpna a září dojde k jejich disperzi. Jejich nové domovské areály a teritoria bývají do 5 km od teritorií jejich rodičů. S příchodem podzimu kohouti i slepice opět vykazují teritoriální chování, než se přemístí do zimovišť.

### Zimování
Na zimu se kohouti buďto stáhnout do nedalekých zimovišť, zůstávají na teritoriu, nebo se volně pohybují mezi teritorii a zimovišti. Klíčové faktory ovlivňující rozhodování kohoutů kde strávit zimu jsou distribuce potravy, topografie terénu, zalesnění a budoucí hnízdní příležitosti. Zimní domovské areály, čili plochy pohybu kohoutů v zimním období, se pohybují kolem 6–16 hektarů. V této době kohouti mohou utvářet hejna. Hejna formují i slepice; slepičí hejna se volně mísí s juvenilními jedinci obou pohlaví. S příchodem jara (koncem března) se hejna jeřábků postupně rozpadnou, jak se kohouti a později i slepice začnou stahovat k hnízdištím.

### Vokalizace
Hlasové projevy tetřívků jsou spojovány hlavně s teritoriálním chováním. Kohouti vydávají při bojích hlasité „en er en er en...“. Slepice i kohouti v případě ohrožení vydávají kdákavé volání včetně dlouhého „tetetetete...“. Kohouti vydávají zvuky i mechanicky, a to s pomocí intenzivního třepotání svých křídel. Tento šustící až vířivý zvuk může být dost hlasitý.

## Rozšíření a populace
Jeřábek čínský je endemit Číny. Vyskytuje se ve vysokohorských oblastech Kan-su, Čching-chaje, S’-čchuanu, Jün-nanu a Tibetu v nadmořských výškách 2700–4200 m n. m. Může se vyskytovat i o něco níže, nicméně někdy uváděné 1000 metrové nadmořské výšky jsou patrně chybné. Jeřábek obývá oblasti na jih až k 27° s. š., což představuje vůbec nejjižnější výskyt ze všech tetřevů.
Výskyt druhu je silně navázán na zalesněné oblasti. Ideální biotop jeřábků tvoří smíšené lesy. Zatímco listnáče dodávají tetřívkům obživu, jehličnaté stromy poskytují celoroční úkryt.

### Potrava
Ke sběru potravy dochází na zemi nebo v korunách stromů. Hlavním zdrojem potravy tetřívků jsou pupeny, kořínky, listy a větvičky vrb. K nejčastěji konzumovaným vrbám patří Salix paraplesia. K vyhledávané potravě slepic patří i semínka smrků štětinatých. Na jaře jeřábci konzumují i vrbové květy. V době sezónní dostupnosti si zpestřují menu bobulemi, např. z jeřábů (Sorbus). V době hnízdění slepice občas sezobnou i hmyz (hlavně mravence), mech nebo menší rostlinky.

## Ohrožení a ochrana
Jeřábek čínský je považován za jednoho z nejvzácnějších tetřevů na světě. Mezi lety cca 1970–2010 populace jeřábků ustoupila hlavně v oblastech východního Čching-chaje a středního Kan-su, kde docházelo k těžbě dřeva v masových měřítkách. Jeřábkovu populaci v mnoha oblastech ohrožuje aktivní sběr vajec lidmi či přímo lov dospělých jeřábků.
Jeřábek čínský je čínskými úřady považován za ohrožený druh. Mezinárodní svaz ochrany přírody druh hodnotí jako zranitelný.